# Callyna constrastans
Callyna constrastans là một loài bướm đêm trong họ Noctuidae.